# هيدوتش
هيدوتش (بالفارسية: هیدوچ) هي مدينة في قسم هيدوتش من سيب ومدينة سوران في محافظة سيستان وبلوشستان في إيران. يقدر عدد سكانها بـ 1,065 نسمة .